# Cantone di Nandayure
Il cantone di Nandayure è un cantone della Costa Rica facente parte della provincia di Guanacaste.
Confina ad est con Puntarenas, a nord e a sud-ovest si affaccia sull'Oceano Pacifico, ad ovest con Hojancha e Nicoya.
Il cantone di Nandayure fu creato per decreto nel 1961 nell'area territoriale conosciuta come Colonia Carmona.
I primi insediamenti risalgono all'anno 1910; il nome Nandayure deriva da una leggendaria principessa india chorotega.
L'economia si basa sull'agricoltura: cereali, allevamento di bestiame e sul turismo. Alcune delle più belle spiagge della Penisola di Nicoya sono in territorio cantonale, e più precisamente: Playa San Miguel, Playa Coyote, Caletas, Comosalito, e La Isla.

## Geografia antropica

### Suddivisioni amministrative
Il cantone  è suddiviso in 6 distretti:
- Bejuco
- Carmona
- Porvenir
- San Pablo
- Santa Rita
- Zapotal